# Langen (Cuxhaven)
Langen község Németországban, Alsó-Szászországban, a Cuxhaveni járásban. Lakosainak száma 18 395 fő (2014. január 2.).